# Campionato spagnolo di hockey su pista
Il campionato spagnolo di hockey su pista è l'insieme dei tornei istituiti e organizzati dalla RFEP. Dalla stagione 1969 esiste in Spagna un campionato di massima divisione maschile. I vincitori di tale torneo si fregiano del titolo di campioni di Spagna.

## Struttura

### OK Liga
L'OK Liga è il massimo livello del campionato spagnolo di hockey su pista ed è gestito dall'omonima lega. Il torneo viene disputato tra 14 squadre con la formula del girone unico all'italiana. Al termine della stagione secondo il piazzamento finale in classifica si hanno i seguenti verdetti:
- 1ª classificata: campione di Spagna;
- dalla 12ª alla 14ª classificata: retrocedono nella stagione successiva in OK Liga Plata.

### OK Liga Plata
L'OK Liga Plata è il torneo di secondo livello del campionato spagnolo di hockey su pista ed è gestito dalla federazione spagnola. Il torneo viene disputato tra 24 squadre divise in due gironi (Nord e Sud) con la formula del girone unico all'italiana. Al termine della stagione secondo il piazzamento finale in classifica si hanno i seguenti verdetti:
- la 1ª classificata: sono promosse in OK Liga nella stagione successiva;
- dalla 12ª alla 14ª classificata: retrocedono nella stagione successiva in Liga Autonòmica.

### Liga Autonòmica
La Liga Autonòmica è il torneo di terzo livello del campionato spagnolo di hockey su pista ed è gestito dalla federazione spagnola in collaborazione con le federazioni delle comunità autonome. Le squadre vincenti i vari settori sono promesse in OK Liga Plata nella stagione successiva.

## Piramide attuale
| Livello | Livello | Serie                                                                | Serie                                                                | Serie                                                                | Serie                                                                | Serie                                                                | Serie                                                                | Serie                                                                | Serie                                                                | Serie                                                                | Serie                                                              | Serie                                                              | Serie                                                              | Serie                                                              | Serie                                                              | Serie                                                              | Serie                                                              | Serie                                                              | Serie                                                              |
| ------- | ------- | -------------------------------------------------------------------- | -------------------------------------------------------------------- | -------------------------------------------------------------------- | -------------------------------------------------------------------- | -------------------------------------------------------------------- | -------------------------------------------------------------------- | -------------------------------------------------------------------- | -------------------------------------------------------------------- | -------------------------------------------------------------------- | ------------------------------------------------------------------ | ------------------------------------------------------------------ | ------------------------------------------------------------------ | ------------------------------------------------------------------ | ------------------------------------------------------------------ | ------------------------------------------------------------------ | ------------------------------------------------------------------ | ------------------------------------------------------------------ | ------------------------------------------------------------------ |
| 1       | 1       | Real Federacion Española de Patinaje OK Liga 14 squadre              | Real Federacion Española de Patinaje OK Liga 14 squadre              | Real Federacion Española de Patinaje OK Liga 14 squadre              | Real Federacion Española de Patinaje OK Liga 14 squadre              | Real Federacion Española de Patinaje OK Liga 14 squadre              | Real Federacion Española de Patinaje OK Liga 14 squadre              | Real Federacion Española de Patinaje OK Liga 14 squadre              | Real Federacion Española de Patinaje OK Liga 14 squadre              | Real Federacion Española de Patinaje OK Liga 14 squadre              | Real Federacion Española de Patinaje OK Liga 14 squadre            | Real Federacion Española de Patinaje OK Liga 14 squadre            | Real Federacion Española de Patinaje OK Liga 14 squadre            | Real Federacion Española de Patinaje OK Liga 14 squadre            | Real Federacion Española de Patinaje OK Liga 14 squadre            | Real Federacion Española de Patinaje OK Liga 14 squadre            | Real Federacion Española de Patinaje OK Liga 14 squadre            | Real Federacion Española de Patinaje OK Liga 14 squadre            | Real Federacion Española de Patinaje OK Liga 14 squadre            |
| 2       | 2       | Real Federacion Española de Patinaje OK Liga Plata Norte 12 squadre  | Real Federacion Española de Patinaje OK Liga Plata Norte 12 squadre  | Real Federacion Española de Patinaje OK Liga Plata Norte 12 squadre  | Real Federacion Española de Patinaje OK Liga Plata Norte 12 squadre  | Real Federacion Española de Patinaje OK Liga Plata Norte 12 squadre  | Real Federacion Española de Patinaje OK Liga Plata Norte 12 squadre  | Real Federacion Española de Patinaje OK Liga Plata Norte 12 squadre  | Real Federacion Española de Patinaje OK Liga Plata Norte 12 squadre  | Real Federacion Española de Patinaje OK Liga Plata Norte 12 squadre  | Real Federacion Española de Patinaje OK Liga Plata Sur 12 squadre  | Real Federacion Española de Patinaje OK Liga Plata Sur 12 squadre  | Real Federacion Española de Patinaje OK Liga Plata Sur 12 squadre  | Real Federacion Española de Patinaje OK Liga Plata Sur 12 squadre  | Real Federacion Española de Patinaje OK Liga Plata Sur 12 squadre  | Real Federacion Española de Patinaje OK Liga Plata Sur 12 squadre  | Real Federacion Española de Patinaje OK Liga Plata Sur 12 squadre  | Real Federacion Española de Patinaje OK Liga Plata Sur 12 squadre  | Real Federacion Española de Patinaje OK Liga Plata Sur 12 squadre  |
| 3       | 3       | Real Federacion Española de Patinaje OK Liga Bronce Norte 14 squadre | Real Federacion Española de Patinaje OK Liga Bronce Norte 14 squadre | Real Federacion Española de Patinaje OK Liga Bronce Norte 14 squadre | Real Federacion Española de Patinaje OK Liga Bronce Norte 14 squadre | Real Federacion Española de Patinaje OK Liga Bronce Norte 14 squadre | Real Federacion Española de Patinaje OK Liga Bronce Norte 14 squadre | Real Federacion Española de Patinaje OK Liga Bronce Norte 14 squadre | Real Federacion Española de Patinaje OK Liga Bronce Norte 14 squadre | Real Federacion Española de Patinaje OK Liga Bronce Norte 14 squadre | Real Federacion Española de Patinaje OK Liga Bronce Sur 14 squadre | Real Federacion Española de Patinaje OK Liga Bronce Sur 14 squadre | Real Federacion Española de Patinaje OK Liga Bronce Sur 14 squadre | Real Federacion Española de Patinaje OK Liga Bronce Sur 14 squadre | Real Federacion Española de Patinaje OK Liga Bronce Sur 14 squadre | Real Federacion Española de Patinaje OK Liga Bronce Sur 14 squadre | Real Federacion Española de Patinaje OK Liga Bronce Sur 14 squadre | Real Federacion Española de Patinaje OK Liga Bronce Sur 14 squadre | Real Federacion Española de Patinaje OK Liga Bronce Sur 14 squadre |
| 4       | 4       | Real Federacion Española de P. 1ª Autonomica Asturia 9 squadre       | Real Federacion Española de P. 1ª Autonomica Asturia 9 squadre       | Real Federacion Española de P. 1ª Autonomica Asturia 9 squadre       | Real Federacion Española de P. 1ª Autonomica Galicia 11 squadre      | Real Federacion Española de P. 1ª Autonomica Galicia 11 squadre      | Real Federacion Española de P. 1ª Autonomica Galicia 11 squadre      | Real Federacion Española de P. National Catalana A 8 squadre         | Real Federacion Española de P. National Catalana A 8 squadre         | Real Federacion Española de P. National Catalana A 8 squadre         | Real Federacion Española de P. National Catalana B 8 squadre       | Real Federacion Española de P. National Catalana B 8 squadre       | Real Federacion Española de P. National Catalana B 8 squadre       | Real Federacion Española de P. Liga Norte 14 squadre               | Real Federacion Española de P. Liga Norte 14 squadre               | Real Federacion Española de P. Liga Norte 14 squadre               | Real Federacion Española de P. Liga Sur 16 squadre                 | Real Federacion Española de P. Liga Sur 16 squadre                 | Real Federacion Española de P. Liga Sur 16 squadre                 |